# Alejandro
Alejandro is een nummer van Lady Gaga. Het is de derde single van haar tweede studioalbum, The Fame Monster. Het nummer werd geschreven door Lady Gaga en RedOne.
De stijl van het lied doet het meest denken aan de eurodiscostijl uit de jaren tachtig en is sterk beïnvloed door de Zweedse popband ABBA. Het nummer heeft een klassiek vioolintro waarin een klein deel van de compositie Csárdás van de Italiaanse componist Vittorio Monti wordt gespeeld.
De tekst beschrijft het afslaan van de avances van meerdere mannen met Latino-namen (Alejandro, Fernando en Roberto). Dit nummer vertoont sterke gelijkenissen met Don't Turn Around van de Zweedse popgroep Ace of Base.

## Videoclip
De videoclip werd geregisseerd door Steven Klein en kwam uit op 8 juni 2010. Net als bij Telephone werd het ook dit keer geen korte video. De clip duurt 8 minuten en 44 seconden. In de video wordt Lady Gaga verliefd op verschillende homoseksuele jongens, waarna ze wordt afgewezen. De clip heeft een rauw en luguber karakter met militaristische elementen. De clip is deels geïnspireerd op de musical Cabaret uit 1966 over homoseksuele mannen die in Duitsland proberen te overleven tijdens de opkomst van het nationaalsocialisme. De clip is een eerbetoon aan de moed die homoseksuelen moeten tonen om voor hun geaardheid uit te komen.
De clip begint met een soort leger, een militaire setting. Er verschijnt een begrafenisstoet in de sneeuw. Lady Gaga loopt voorop, met het door spijkers doorboord hart van Alejandro op een kussen.
In het volgende gedeelte begint Lady Gaga te zingen, terwijl ze kijkt naar mannen met een zwart bloempotkapsel. Hierna is Lady Gaga te zien in een latex nonnenpakje. Vervolgens is te zien hoe drie mannen met naaldhakken erotische bewegingen maken op een bed waarna er een dansscène begint. Vervolgens is Lady Gaga te zien in een kerkelijk wit gewaad met rode petruskruisen erop. Ze wordt door de mannen omhoog getild. Ze laat het kruisje van een paternoster langzaam in haar keel zakken.
De volgende scène is in zwart-wit. In deze scène wordt een dans uitgevoerd. Lady Gaga is hier verhullend gekleed, met een lange broek en een gilet. Hierna start de clip in de beginsituatie waar Lady Gaga, in een beha met mitrailleurlopen erop, samen met de militairen danst. Vervolgens zijn er flashbacks van de clip te zien, waarbij steeds een van de militairen 'Alejandro' in beeld verschijnt.
In de laatste minuut is Lady Gaga weer te zien in haar witte gewaad (dit trekt zij uit) en de mannen eromheen. Het laatste gedeelte ligt Lady Gaga in haar zusteroutfit in bed. Opeens lijkt de film te smelten op de plaatsen van haar ogen en haar mond. De gehele clip heeft Lady Gaga vrij kort, lichtblond haar, steeds iets anders van model.
Zangeres Katy Perry uitte via Twitter kritiek op de videoclip van Alejandro: "Godslastering als entertainment gebruiken is net zo goedkoop als een cabaretier die een grap over scheten maakt".

## Promotie

### Optredens
| Datum             | Land                | Locatie                          |      |
| Azië              | Azië                | Azië                             | Azië |
| ----------------- | ------------------- | -------------------------------- | ---- |
| 20 april 2010     | Japan               | GAGAKOH                          |      |
| Noord-Amerika     |                     |                                  |      |
| 5 mei 2010        | Verenigde Staten    | American Idol                    |      |
| 9 juli 2010       | Verenigde Staten    | The Today Show                   |      |
| 9 mei 2011        | Verenigde Staten    | Robin Hood Gala                  |      |
| Europa            |                     |                                  |      |
| 27 april 2011     | Verenigd Koninkrijk | BBC Radio 1's Big Weekend        |      |
| Azië              |                     |                                  |      |
| 3 juli 2011       | Taiwan              | Lady Gaga Day                    |      |
| 7 juli 2011       | Singapore           | Marina Bay Sands                 |      |
| Oceanië           |                     |                                  |      |
| 13 juli 2011      | Australië           | Gaga Live At Sydney Monster Hall |      |
| Noord-Amerika     |                     |                                  |      |
| 24 september 2011 | Verenigde Staten    | IHeartRadio Music Festival       |      |
| 3 december 2011   | Verenigde Staten    | KISS FM's Jingle Ball            |      |
| 9 december 2011   | Verenigde Staten    | Z100's Jingle Ball               |      |

### The Monster Ball Tour
| Datum                           | Locatie                               |
| ------------------------------- | ------------------------------------- |
| 27 november 2009 t/m 6 mei 2011 | Noord-Amerika, Europa, Azië & Oceanië |

## Hitnoteringen

### Nederlandse Top 40
| Hitnotering: 22-05-2010 t/m 04-09-2010 | Hitnotering: 22-05-2010 t/m 04-09-2010 | Hitnotering: 22-05-2010 t/m 04-09-2010 | Hitnotering: 22-05-2010 t/m 04-09-2010 | Hitnotering: 22-05-2010 t/m 04-09-2010 | Hitnotering: 22-05-2010 t/m 04-09-2010 | Hitnotering: 22-05-2010 t/m 04-09-2010 | Hitnotering: 22-05-2010 t/m 04-09-2010 | Hitnotering: 22-05-2010 t/m 04-09-2010 | Hitnotering: 22-05-2010 t/m 04-09-2010 | Hitnotering: 22-05-2010 t/m 04-09-2010 | Hitnotering: 22-05-2010 t/m 04-09-2010 | Hitnotering: 22-05-2010 t/m 04-09-2010 | Hitnotering: 22-05-2010 t/m 04-09-2010 | Hitnotering: 22-05-2010 t/m 04-09-2010 | Hitnotering: 22-05-2010 t/m 04-09-2010 | Hitnotering: 22-05-2010 t/m 04-09-2010 | Hitnotering: 22-05-2010 t/m 04-09-2010 |
| Week:                                  | 1                                      | 2                                      | 3                                      | 4                                      | 5                                      | 6                                      | 7                                      | 8                                      | 9                                      | 10                                     | 11                                     | 12                                     | 13                                     | 14                                     | 15                                     | 16                                     |                                        |
| -------------------------------------- | -------------------------------------- | -------------------------------------- | -------------------------------------- | -------------------------------------- | -------------------------------------- | -------------------------------------- | -------------------------------------- | -------------------------------------- | -------------------------------------- | -------------------------------------- | -------------------------------------- | -------------------------------------- | -------------------------------------- | -------------------------------------- | -------------------------------------- | -------------------------------------- | -------------------------------------- |
| Positie:                               | 19                                     | 10                                     | 7                                      | 7                                      | 5                                      | 4                                      | 5                                      | 5                                      | 4                                      | 4                                      | 11                                     | 12                                     | 15                                     | 18                                     | 20                                     | 31                                     | uit                                    |

### NederlandseSingle Top 100
| Hitnotering: (Week 1 t/m 35) 22-05-2010 t/m 15-01-2011 Hitnotering: (Week 36) 05-02-2011 | Hitnotering: (Week 1 t/m 35) 22-05-2010 t/m 15-01-2011 Hitnotering: (Week 36) 05-02-2011 | Hitnotering: (Week 1 t/m 35) 22-05-2010 t/m 15-01-2011 Hitnotering: (Week 36) 05-02-2011 | Hitnotering: (Week 1 t/m 35) 22-05-2010 t/m 15-01-2011 Hitnotering: (Week 36) 05-02-2011 | Hitnotering: (Week 1 t/m 35) 22-05-2010 t/m 15-01-2011 Hitnotering: (Week 36) 05-02-2011 | Hitnotering: (Week 1 t/m 35) 22-05-2010 t/m 15-01-2011 Hitnotering: (Week 36) 05-02-2011 | Hitnotering: (Week 1 t/m 35) 22-05-2010 t/m 15-01-2011 Hitnotering: (Week 36) 05-02-2011 | Hitnotering: (Week 1 t/m 35) 22-05-2010 t/m 15-01-2011 Hitnotering: (Week 36) 05-02-2011 | Hitnotering: (Week 1 t/m 35) 22-05-2010 t/m 15-01-2011 Hitnotering: (Week 36) 05-02-2011 | Hitnotering: (Week 1 t/m 35) 22-05-2010 t/m 15-01-2011 Hitnotering: (Week 36) 05-02-2011 | Hitnotering: (Week 1 t/m 35) 22-05-2010 t/m 15-01-2011 Hitnotering: (Week 36) 05-02-2011 | Hitnotering: (Week 1 t/m 35) 22-05-2010 t/m 15-01-2011 Hitnotering: (Week 36) 05-02-2011 | Hitnotering: (Week 1 t/m 35) 22-05-2010 t/m 15-01-2011 Hitnotering: (Week 36) 05-02-2011 | Hitnotering: (Week 1 t/m 35) 22-05-2010 t/m 15-01-2011 Hitnotering: (Week 36) 05-02-2011 | Hitnotering: (Week 1 t/m 35) 22-05-2010 t/m 15-01-2011 Hitnotering: (Week 36) 05-02-2011 | Hitnotering: (Week 1 t/m 35) 22-05-2010 t/m 15-01-2011 Hitnotering: (Week 36) 05-02-2011 | Hitnotering: (Week 1 t/m 35) 22-05-2010 t/m 15-01-2011 Hitnotering: (Week 36) 05-02-2011 | Hitnotering: (Week 1 t/m 35) 22-05-2010 t/m 15-01-2011 Hitnotering: (Week 36) 05-02-2011 | Hitnotering: (Week 1 t/m 35) 22-05-2010 t/m 15-01-2011 Hitnotering: (Week 36) 05-02-2011 | Hitnotering: (Week 1 t/m 35) 22-05-2010 t/m 15-01-2011 Hitnotering: (Week 36) 05-02-2011 |
| Week:                                                                                    | 1                                                                                        | 2                                                                                        | 3                                                                                        | 4                                                                                        | 5                                                                                        | 6                                                                                        | 7                                                                                        | 8                                                                                        | 9                                                                                        | 10                                                                                       | 11                                                                                       | 12                                                                                       | 13                                                                                       | 14                                                                                       | 15                                                                                       | 16                                                                                       | 17                                                                                       | 18                                                                                       | 19                                                                                       |
| ---------------------------------------------------------------------------------------- | ---------------------------------------------------------------------------------------- | ---------------------------------------------------------------------------------------- | ---------------------------------------------------------------------------------------- | ---------------------------------------------------------------------------------------- | ---------------------------------------------------------------------------------------- | ---------------------------------------------------------------------------------------- | ---------------------------------------------------------------------------------------- | ---------------------------------------------------------------------------------------- | ---------------------------------------------------------------------------------------- | ---------------------------------------------------------------------------------------- | ---------------------------------------------------------------------------------------- | ---------------------------------------------------------------------------------------- | ---------------------------------------------------------------------------------------- | ---------------------------------------------------------------------------------------- | ---------------------------------------------------------------------------------------- | ---------------------------------------------------------------------------------------- | ---------------------------------------------------------------------------------------- | ---------------------------------------------------------------------------------------- | ---------------------------------------------------------------------------------------- |
| Positie:                                                                                 | 12                                                                                       | 8                                                                                        | 13                                                                                       | 7                                                                                        | 10                                                                                       | 8                                                                                        | 12                                                                                       | 14                                                                                       | 13                                                                                       | 15                                                                                       | 12                                                                                       | 18                                                                                       | 16                                                                                       | 26                                                                                       | 37                                                                                       | 26                                                                                       | 42                                                                                       | 44                                                                                       | 54                                                                                       |
| Week:                                                                                    | 20                                                                                       | 21                                                                                       | 22                                                                                       | 23                                                                                       | 24                                                                                       | 25                                                                                       | 26                                                                                       | 27                                                                                       | 28                                                                                       | 29                                                                                       | 30                                                                                       | 31                                                                                       | 32                                                                                       | 33                                                                                       | 34                                                                                       | 35                                                                                       |                                                                                          | 36                                                                                       |                                                                                          |
| Positie:                                                                                 | 39                                                                                       | 29                                                                                       | 30                                                                                       | 35                                                                                       | 37                                                                                       | 43                                                                                       | 45                                                                                       | 53                                                                                       | 46                                                                                       | 44                                                                                       | 67                                                                                       | 60                                                                                       | 55                                                                                       | 50                                                                                       | 47                                                                                       | 51                                                                                       | uit                                                                                      | 89                                                                                       | uit                                                                                      |

### VlaamseUltratop 50
| Hitnotering: 29-05-2010 t/m 16-10-2010 | Hitnotering: 29-05-2010 t/m 16-10-2010 | Hitnotering: 29-05-2010 t/m 16-10-2010 | Hitnotering: 29-05-2010 t/m 16-10-2010 | Hitnotering: 29-05-2010 t/m 16-10-2010 | Hitnotering: 29-05-2010 t/m 16-10-2010 | Hitnotering: 29-05-2010 t/m 16-10-2010 | Hitnotering: 29-05-2010 t/m 16-10-2010 | Hitnotering: 29-05-2010 t/m 16-10-2010 | Hitnotering: 29-05-2010 t/m 16-10-2010 | Hitnotering: 29-05-2010 t/m 16-10-2010 | Hitnotering: 29-05-2010 t/m 16-10-2010 | Hitnotering: 29-05-2010 t/m 16-10-2010 | Hitnotering: 29-05-2010 t/m 16-10-2010 | Hitnotering: 29-05-2010 t/m 16-10-2010 | Hitnotering: 29-05-2010 t/m 16-10-2010 | Hitnotering: 29-05-2010 t/m 16-10-2010 | Hitnotering: 29-05-2010 t/m 16-10-2010 | Hitnotering: 29-05-2010 t/m 16-10-2010 | Hitnotering: 29-05-2010 t/m 16-10-2010 | Hitnotering: 29-05-2010 t/m 16-10-2010 | Hitnotering: 29-05-2010 t/m 16-10-2010 | Hitnotering: 29-05-2010 t/m 16-10-2010 |
| Week:                                  | 1                                      | 2                                      | 3                                      | 4                                      | 5                                      | 6                                      | 7                                      | 8                                      | 9                                      | 10                                     | 11                                     | 12                                     | 13                                     | 14                                     | 15                                     | 16                                     | 17                                     | 18                                     | 19                                     | 20                                     | 21                                     |                                        |
| -------------------------------------- | -------------------------------------- | -------------------------------------- | -------------------------------------- | -------------------------------------- | -------------------------------------- | -------------------------------------- | -------------------------------------- | -------------------------------------- | -------------------------------------- | -------------------------------------- | -------------------------------------- | -------------------------------------- | -------------------------------------- | -------------------------------------- | -------------------------------------- | -------------------------------------- | -------------------------------------- | -------------------------------------- | -------------------------------------- | -------------------------------------- | -------------------------------------- | -------------------------------------- |
| Positie:                               | 38                                     | 47                                     | 14                                     | 6                                      | 4                                      | 4                                      | 4                                      | 6                                      | 6                                      | 7                                      | 8                                      | 9                                      | 8                                      | 14                                     | 11                                     | 19                                     | 25                                     | 29                                     | 39                                     | 40                                     | 48                                     | uit                                    |

### NPO Radio 2 Top 2000
| Nummer met noteringen in de NPO Radio 2 Top 2000 | '11 | '12  | '13  |
| ------------------------------------------------ | --- | ---- | ---- |
| Alejandro                                        | 981 | 1101 | 1675 |

1. ↑  Een vetgedrukt getal geeft de hoogste notering aan.
2. ↑  2011 was het eerste jaar met een notering voor dit nummer.
3. ↑  Deze tabel is bijgewerkt tot en met de laatste editie (2024).